# Forstheim
Forstheim é uma comuna francesa na região administrativa de Grande Leste, no departamento Baixo Reno. Estende-se por uma área de 5,05 km². Em 2010 a comuna tinha 595 habitantes (densidade: 117,8 hab./km²).